# Фесслер, Марсель (бобслеист)
Марсель Фесслер (нем. Marcel Fässler, 21 февраля 1959, Швейцария) — швейцарский бобслеист, разгоняющий, выступавший за сборную Швейцарии в конце 1980-х годов. Золотой медалист зимних Олимпийских игр 1988 года в Калгари.

## Биография
Марсель Фесслер родился 21 февраля 1959 года, с детства занимался различными видами спорта от лёгкой атлетики до силовых упражнений, однако каких-либо существенных результатов не добился. В конце 1980-х годов решил попробовать себя в бобслее и прошёл отбор в сборную Швейцарии на зимние Олимпийские игры 1988 года в Калгари. В качестве разгоняющего присоединился к четырёхместному экипажу пилота Эккехарда Фассера, куда также вошли разгоняющие Курт Майер и Вернер Штокер, — вместе они смогли занять первую позицию зачёта четвёрок и завоевали тем самым золотые медали.
В отличие от своих партнёров по сборной, Марсель Фесслер не был профессиональным спортсменом, не принимал участия в серьёзных международных турнирах и не имел в послужном списке ни одной медали, кроме выигранной на Олимпиаде. Практически всю жизнь он проработал в одном из отделений швейцарской почты.